# Alfons Cucó
Alfons Cucó i Giner (Valencia, 19 de julio de 1941 - 26 de octubre de 2002), fue un historiador y político español. Fue catedrático de Historia Contemporánea en la Universidad de Valencia, cofundador del Partido Socialista del País Valenciano y Senador por la provincia de Valencia entre 1979 y 1996.

## Política
Alfons Cucó fue militante del PSPV. En 1977, el partido tuvo que hacer frente a una profunda división, en la que un sector, encabezado por Joan Garcés y constituida como partido, Unitat Socialista del País Valencià, ratificó la coalición, denominada Unidad Socialista, entre la Federación de Partidos Socialistas (de la que el PSPV era parte) y el Partido Socialista Popular (encabezado en Madrid por Enrique Tierno Galván y en la Comunidad Valenciana por Manuel Sánchez Ayuso) en tanto que el otro, encabezado por Cucó se opuso al pacto de coalición, manteniendo los pactos con el Moviment Comunista del País Valencià y el Partido Carlista del País Valenciano. Ante la negativa de la Junta Electoral a permitir la presentación del sector de Cucó con el nombre PSPV, se presentó en la candidatura denominada Bloc d'Esquerres per l'Autonomia i el Socialisme. En palabras de Vicent Soler, «apostó por la unidad de todos los socialistas valencianos, ante la incomprensión de algunos de sus antiguos compañeros. Estaba a favor del ejercicio de la política en un país de mínimos nacionales». Después de los malos resultados de la organización, se integró en el PSOE.
En las siguientes elecciones, el PSPV se fusionó con el PSOE, y Alfons Cucó se presentó al Senado. Fue el senador con más votos de la provincia al sumar los de los votantes socialistas y los de un sector de los nacionalistas de izquierda que lo apoyaron junto a Francesc Codonyer, del Partido Comunista de España y un miembro del anterior Bloc, Josep-Vicent Marqués.
Desde el ámbito político valenciano, trató de que el primer Estatuto de Autonomía de la Comunidad Valenciana reconociera la condición de nacionalidad histórica a la Comunidad Valenciana, enfrentado con las tesis de Unión de Centro Democrático, representadas por Fernando Abril Martorell, que cerraban toda posibilidad a dicho reconocimiento.
Cucó fue reelegido en las cinco primeras legislaturas, desde 1979 hasta 1996. Fue miembro de la plataforma cívica Valencians pel canvi.
El 11 de abril de 2003 se creó la "Cátedra Alfons Cucó de Reflexión Política Europea" en la Universidad de Valencia

## Candidaturas
|                                                                                    |
| Papeleta electoral del PSPV al Congreso de 1977 por Valencia, encabezada por Cucó. |

| |
| Papeleta electoral al Senado por Valencia en 1979; Cucó ocupa la décima posición por orden alfabético. |

| |
| Papeleta electoral al Senado por Valencia en 1982; Cucó ocupa la sexta posición por orden alfabético. |

|                                                                                            |
| Papeleta electoral al Senado por Valencia en 1986; Cucó figura en la candidatura del PSOE. |

## Obra
- 1971: El valencianisme polític, 1874-1936, Ed. Afers, Catarroja. ISBN 84-86574-73-0
- 1998: Els confins d'Europa. Nacionalisme, geopolítica i drets humans de la Mediterrània oriental
- 2002: Roig i blau: la transició democrática valenciana. Ed. Tàndem, València.